# سميح المعايطة
سميح المعايطة (1965 -) هو وزير دولة لشؤون الاعلام ووزيرا للثقافة الأردني خلال فترة (2013 - 2012)، ووزير دولة لشؤون الاعلام والاتصال سنة 2012، والمستشار السياسي لرئيس الوزراء، كما كان الناطق الرسمي للانتخابات النيابية العام 2010، وهو حائز على جائزة الحسين لأفضل مقال صحافي للعام 2009. وفي تشرين أول عام 2017 أصدر كتابا حول الازمه السورية وتداعياتها الإقليمية وآثارها على الأردن بعنوان «سوريا..الدم الأسود»

## حياته ونشأته
سميح مسلم خلف المعايطة ولد سنة 1965 في الكرك بالأردن، حصل علي ماجستير قانون من الجامعة الأردنية، ودرجة البكالوريوس في القانون من جامعة بيروت العربية، حاصل على الدرجة القضائية العليا.

## مناصب
- 2013-2012 وزير دولة لشؤون الاعلام ووزير الثقافة.[3]
- كما عمل وزيرا للثقافة إضافة إلى وزارة الإعلام في حكومة عبد الله النسور في الفترة من تشرين أول 2012 وحتى نيسان 2013.
- * مستشار سياسي لرئيس الوزراء الاسبق سمير الرفاعي.
- ناطق رسمي باسم الانتخابات النيابية لمجلس النواب السادس عشر.
- مستشار في رئاسة الوزراء في حكومة الدكتور معروف البخيت الثانية.
- نائب رئيس تحرير صحيفة السبيل الاسبوعية.
- نائب ئيس تحرير صحيفة الرباط.
- باحث في مركز دراسات الشرق الاوسط.
- مقدم برنامج تلفزيوني حواري (مواجهه) بالتلفزيون الاردني.
- مدير تحرير المحليات في صحيفة العرب اليوم.
- له العديد من المؤلفات ومنها التجربه السياسيه للحركة الاسلامية في الاردن، اعلام واشنطن في الميزان، التسوية السياسية للصراع العربي.
- رئيس هيئة التحرير في صحيفة العرب اليوم.
- شغل في الفترة من تشرين ثاني 2013 إلى نهاية أيار 2015 موقع رئيس مجلس إدارة صحيفة الرأي الأردنية.

## مؤلفات
وله عدة كتب ودراسات، من أبرزها
- «واقع ومستقبل الشرق الأوسط» (مؤلف مشارك)،
- «التسوية السياسية للصراع العربي-الصهيوني»،
- «المفاوضات الثنائية والمتعددة» (مؤلف مشارك/ باللغة الإنجليزية)،
- «التجربة السياسية للحركة الإسلامية في الأردن» (2004)،
- «الدولة والاخوان في عهد الملك عبدالله» (2008)، «قضية ومقال» (2005).

- مؤسس المجلة السياسية المتخصصة «ورقه وقلم».
- أصدر عام 2013 كتاباً بعنوان «سيف الدولة... ربيع الاْردن وأوراقه»
- أصدر عام 2015 كتابا بعنوان «الاْردن سنوات الدم والقلق والتطرف»،

## جوائز
حائز على جائزة الحسين لأفضل مقال صحافي للعام 2009.